# Championnat de Belgique masculin de handball de deuxième division 2016-2017
Navigation
Division 2 2015-2016 Division 2 2017-2018
La saison 2016-2017 du Championnat de Belgique masculin de handball de deuxième division est la 54e saison de la deuxième plus haute division belge de handball. Contrairement à la saison passée, il n'y a pas de tours finaux. La saison se déroule avec seulement une phase classique mais où chaque équipe se rencontre à quatre reprises. 
Au terme de cette saison, le HC Atomix réussit à décrocher le titre de champion et accède à la Division 1. Le HC DB Gent arrive quant à lui à la seconde place tandis que l'Union beynoise se positionne sur le troisième marche du podium. En bas de classement, les deux promus du HBC Izegem et du HC Amay sont relégués, ils seront remplacés par la Jeunesse Jemeppe et l'Apolloon Kortrijk. 

## Participants
| Club                   | Matricule | Classement 2014-2015 | Localisation            | Entraîneur                       | Salle                                                     | Capacité |
| ---------------------- | --------- | -------------------- | ----------------------- | -------------------------------- | --------------------------------------------------------- | -------- |
| KV Sasja HC Hoboken II | 191       | 13e                  | Anvers                  | Kris Moens                       | Sportcomplex Sorghvliedt                                  | 950      |
| Union beynoise         | 3         | 14e                  | Beyne-Heusay            | Luc Boiten                       | Hall Omnisports Edmond Rigo                               | 400      |
| HC Atomix              | 172       | 3e                   | Haacht Keerbergen Putte | Gerrit Vertommen Gert-Jan De Vis | Sporthal Den Dijk Sporthal Keerbergen Sporthal Klein Boom | ?        |
| HB Saint-Trond         | 303       | 4e                   | Saint-Trond             | ?                                | Sporthal Jodenstraat                                      | ?        |
| HC DB Gand             | 182       | 5e                   | Gand                    | Koen Blondeel                    | Sporthal Hekers                                           | ?        |
| KTSV Eupen 1889        | 5         | 6e                   | Eupen                   | Jean-Christophe Hougardy         | Sportzentrum Eupen                                        | ?        |
| HBC Izegem             | 301       | 1er (VHV)            | Izegem                  | Robin Mathijs                    | Sporthal De Krekel                                        | ?        |
| HC Amay                | 74        | 1er (LFH)            | Amay                    | Luc Bodet                        | Hall Omnisports Robert Collignon                          | ?        |

## Localisation
| \| KV Sasja II Union Beynoise Amay Izegem Gand Atomix Saint-Trond Eupen \| Localisation des clubs engagés dans le championnat |
| KV Sasja II Union Beynoise Amay Izegem Gand Atomix Saint-Trond Eupen                                                          |

Nombre d'équipes par Province
| # | Province                        | Nombre | Équipe(s)                       |
| - | ------------------------------- | ------ | ------------------------------- |
| 1 | Province de Liège               | 2      | Union beynoise, KTSV Eupen 1889 |
| 2 | Province du Brabant flamand     | 1      | HC Atomix                       |
| 2 | Province de Limbourg            | 1      | HB Saint-Trond                  |
| 2 | Province de Flandre-Orientale   | 1      | HC DB Gand                      |
| 2 | Province d'Anvers               | 1      | KV Sasja HC Hoboken II          |
| 2 | Province de Flandre-Occidentale | 1      | HBC Izegem                      |

## Organisation du championnat
La saison régulière est donc disputée par 8 équipes. Contrairement à la saison précédente, il n'y a ni Play-off, ni Play-down, la saison se dispute juste en phase régulière mais, où chaque équipe joue quatre fois en doublant donc le principe des phases aller et retour. Une victoire rapporte 2 points, une égalité 1 point et une défaite 0 point.
La première équipe est promu en Division 1 tandis que les deux dernières sont reléguées au troisième niveau. 

### Saison régulière

#### Classement
|   | Équipe                 | Pts | J  | G  | N | P  | Bp  | Bc  | Diff |
| - | ---------------------- | --- | -- | -- | - | -- | --- | --- | ---- |
| 1 | HC Atomix              | 44  | 28 | 22 | 0 | 6  | 874 | 709 | 165  |
| 2 | HC DB Gent             | 32  | 28 | 15 | 2 | 11 | 752 | 740 | 12   |
| 3 | Union beynoise         | 30  | 28 | 13 | 4 | 11 | 759 | 747 | 12   |
| 4 | KTSV Eupen 1889        | 27  | 28 | 13 | 1 | 14 | 771 | 733 | 38   |
| 5 | HB Sint-Truiden        | 27  | 28 | 12 | 3 | 13 | 720 | 731 | -11  |
| 6 | KV Sasja HC Hoboken II | 25  | 28 | 12 | 1 | 15 | 722 | 748 | -26  |
| 7 | HC Amay                | 23  | 28 | 10 | 3 | 15 | 693 | 763 | -70  |
| 8 | HBC Izegem             | 16  | 28 | 7  | 2 | 19 | 593 | 713 | -120 |

|                 | Champion et promu en Division 1          |
|                 | Relégué au troisième niveau              |
| en augmentation | Promu 2016                               |
| en diminution   | relégué de Division 1 en début de saison |

#### Matchs

##### Première phase
| Résultats (dom.\ext.)                                      | UBE   | IZE   | S-T   | ATO   | GEN   | AMA   | KTSV  | KVS   |
| Union Beynoise                                             |       | 26-16 | 27-34 | 25-29 | 27-31 | 31-25 | 30-29 | 31-21 |
| HBC Izegem                                                 | 18-20 |       | 17-18 | 21-30 | 19-29 | 17-27 | 26-24 | 24-20 |
| HB Sint-Truiden                                            | 32-24 | 23-19 |       | 32-30 | 25-25 | 31-23 | 23-30 | 24-27 |
| HC Atomix                                                  | 26-27 | 33-21 | 27-21 |       | 23-26 | 42-15 | 36-29 | 32-28 |
| HC DB Gent                                                 | 24-24 | 28-21 | 31-30 | 31-27 |       | 24-23 | 23-22 | 39-26 |
| HC Amay                                                    | 27-24 | 24-24 | 27-27 | 29-33 | 28-21 |       | 21-31 | 20-27 |
| KTSV Eupen 1889                                            | 27-26 | 21-18 | 25-21 | 21-32 | 38-30 | 24-25 |       | 21-23 |
| KV Sasja HC Hoboken II                                     | 22-22 | 17-21 | 29-35 | 22-24 | 29-26 | 23-27 | 22-28 |       |
| - Victoire à domicile - Match nul - Victoire à l'extérieur |       |       |       |       |       |       |       |       |

##### Deuxième phase
| Résultats (dom.\ext.)                                      | UBE   | IZE   | S-T   | ATO   | GEN   | AMA   | KTSV  | KVS   |
| Union Beynoise                                             |       | 28-16 | 25-25 | 31-29 | 27-23 | 32-32 | 28-27 | 25-24 |
| HBC Izegem                                                 | 25-23 |       | 22-17 | 17-30 | 28-23 | 26-25 | 16-23 | 19-24 |
| HB Sint-Truiden                                            | 29-25 | 29-22 |       | 32-28 | 23-27 | 26-18 | 23-22 | 17-23 |
| HC Atomix                                                  | 32-26 | 38-27 | 34-22 |       | 25-16 | 31-25 | 35-26 | 36-21 |
| HC DB Gent                                                 | 30-35 | 27-22 | 28-26 | 31-32 |       | 28-27 | 27-32 | 22-24 |
| HC Amay                                                    | 31-29 | 28-25 | 28-27 | 23-31 | 26-22 |       | 23-27 | 24-17 |
| KTSV Eupen 1889                                            | 30-31 | 21-21 | 32-23 | 32-36 | 28-34 | 32-19 |       | 33-24 |
| KV Sasja HC Hoboken II                                     | 33-30 | 37-25 | 36-25 | 32-33 | 23-26 | 31-23 | 37-36 |       |
| - Victoire à domicile - Match nul - Victoire à l'extérieur |       |       |       |       |       |       |       |       |

#### Champion
| Champion de Belgique masculin de handball de Division 2 2016-2017 Handbal Club Atomix Haacht ? titre |

## Bilan

### Classement final
| Rang | Équipe                 |
| ---- | ---------------------- |
| 1er  | HC Atomix              |
| 2e   | HC DB Gent             |
| 3e   | Union beynoise         |
| 4e   | KTSV Eupen 1889        |
| 5e   | HB Sint-Truiden        |
| 6e   | KV Sasja HC Hoboken II |
| 7e   | HC Amay                |
| 8e   | HBC Izegem             |

|                 | Promu en Division 1          |
|                 | Relégués en troisième niveau |
| en augmentation | Promu de début de saison     |
| en diminution   | Relégué de début de saison   |

### Bilan de la saison
| Tableau d'honneur de la saison 2016-2017 |                   |              |
| Compétition                              | Vainqueur         | Commentaire  |
| Championnat de Belgique                  | HC Atomix         | -            |
| Promu en Division 1                      | HC Atomix         | 1er D1       |
| Promotions et relégations                |                   |              |
| Promu de Liga.1 (Ligue flamande)         | Apolloon Kortrijk | 1er (Liga.1) |
| Promu de D1 LFH (Ligue francophone)      | Jeunesse Jemeppe  | 1er (D1 LFH) |
| Relégation en Liga.1 (Ligue flamande)    | HBC Izegem        | 8e           |
| Relégation en D1 LFH (Ligue francophone) | HC Amay           | 7e           |